# Industrieverband Technische Textilien – Rollladen – Sonnenschutz
Der Industrieverband Technische Textilien – Rollladen – Sonnenschutz e. V. (ITRS) ist die Spitzenorganisation für Technische Textilien in Deutschland. Als Fach- und Arbeitgeberverband vertritt er Hersteller, Konfektionäre und Zulieferer.

## Aufgaben
Der Verein vertritt als Fach- und Arbeitgeberverband die Interessen der ihm angegliederten Branchen auf nationaler und europäischer Ebene. Dazu gehören die Branchen Bautechnik, Digitale Druck- und textile Werbetechnik, Außenliegender Sonnenschutz bzw. Markisen, Innenliegender Sonnenschutz, Rollladen bzw. Raffstoren, Automatisierung, Transport- und Schutztechnik sowie Säcke und Juteerzeugnisse. Dabei greift er fachliche, wirtschaftliche, technische, sozialpolitische und rechtliche Fragen auf. Die politische Interessensvertretung erfolgt sowohl in Berlin als auch in Brüssel. Der ITRS ist u. a. in nationalen und europäischen Normungsausschüssen aktiv, im Arbeitskreis Fliegende Bauten der Obersten Bauaufsichtsbehörde und im Energiegremium des Bundesverbandes der Deutschen Industrie. Weiterhin nimmt er am Runden Tisch des Bundesverkehrsministeriums teil. Die umfangreiche Öffentlichkeitsarbeit findet z. B. über jährliche Marktstatistiken, Veröffentlichungen und Messepräsenzen statt.
Alle zwei Jahre verhandelt der ITRS mit der Industriegewerkschaft Metall einen Tarif- und Manteltarifvertrag für die tarifgebundenen Mitgliedsunternehmen aus.
Über einen speziell hierfür eingerichteten Förderverein unterstützt der ITRS eine qualifizierte Aus- und Weiterbildung. Er fördert das Berufsbild des Technischen Konfektionärs/der Technischen Konfektionärin und führt gemeinsam mit der Industrie- und Handelskammer Bayreuth die Weiterbildung zum Industriemeister Textil, Fachrichtung Technische Konfektion, durch.

## Geschichte
Der Ursprung des Verbandes liegt in der Sack- und Juteproduktion. Diese vereinigte sich 1935 in der Fachuntergruppe Sack- und Planherstellung der Fachgruppe Reichsbastfaser-Industrie. Nach dem Zweiten Weltkrieg gründeten die Hersteller 1951 eine eigene Organisation, den Verband Deutscher Sack- und Segeltuchwarenfabriken e. V. Damaliger Gründungsvorstand waren die Herren Volkmann, Brubacher und Jungfleisch. Sitz der Geschäftsstelle war Düsseldorf. Noch im selben Jahr wurde der erste Tarifvertrag für Nordrhein-Westfalen verhandelt, ehe 1973 der erste bundeseinheitliche Lohntarifvertrag entstand.
Bereits zwei Jahre nach Gründung übernahm Joachim Ochs aus Köln als erster Präsident das Ruder. Ihm folgten, einschließlich des heutigen Präsidenten Bernd Seybold aus Düren, insgesamt sieben Herren in das Vorstandsamt. Nach diversen Namensänderungen entstand 2009 der heutige Verbandsname: ITRS.
Ab 1939 vertrat der Verband das Berufsbild des Zeltmachers, das 1981 der Kunststoff- und Schwergewebekonfektionär ablöste. Dieser wich 1997 dem Technischen Konfektionär/der Technischen Konfektionärin. Zeitgleich gründete sich unter dem Dach des Verbandes der Verein zur Förderung der beruflichen Aus- und Weiterbildung im Bereich der Konfektion Technischer Textilien e. V. Der Ausbildungsberuf des Technischen Konfektionärs als auch der Förderverein bestehen bis heute.

## Ehrenpräsident
Die Mitgliederversammlung des Industrieverbands Technische Textilien–Rollladen–Sonnenschutz e. V. – ITRS – wählte am 8. November 2012 den Dürener Unternehmer Bernd Seybold zu ihrem ersten Ehrenpräsidenten in der fast 80-jährigen Verbandsgeschichte, der nach 12 Jahren Amtszeit nicht mehr kandidierte.

## Gremien
Verschiedene Gremien nehmen unter dem Dach des Verbandes bereichs- und themenspezifische Aufgaben wahr. Beispielsweise führen sie fachbezogene Seminare durch. Derzeit gliedert sich der Verband in zwei Fachgruppen:

### BKTex
Die Fachgruppe BKTex wurde 2019 gegründet. Sie ist unterteilt in sieben Fachausschüsse:
- Bautechnik
- Digitale Druck- und textile Werbetechnik
- Säcke- und Juteerzeugnisse
- Innenliegender Sonnenschutz
- Textile Flächen
- Transport- und Schutztechnik
- Zeltvermietung

### IVRSA e. V.
Die Industrievereinigung Rollladen Sonnenschutz Automation e. V. ist seit 2019 als Verein im Verein unter dem Dach des ITRS e. V. organisiert. Um den komplexen produkt- und marktspezifischen Anforderungen gerecht zu werden, verfügt die IVRSA über fünf Fachausschüsse:
- Markisen
- Rollladen
- Raffstoren
- Steuerung und Antriebe
- Kommunikation

## Aus- und Weiterbildung, Förderverein
Berufsbild der Branche ist der Technische Konfektionär/die Technische Konfektionärin. Zu ihm/ihr werden derzeit bundesweit etwa 140 junge Menschen ausgebildet. Ausbildungsbetriebe listet der ITRS auf seiner Website auf. Informationen zum Berufsbild sind auf der Seite des Bundesinstitutes für berufliche Bildung oder unter www.go-textile.de zu finden.
Der „Verband zur beruflichen Aus- und Weiterbildung im Bereich der Konfektion Technischer Textilien e. V.“, kurz Förderverein KTex genannt, gründete sich 1997. Zur selben Zeit ernannte die Kultusministerkonferenz das Richard-Riemerschmid-Berufskolleg Köln zur länderübergreifenden Fachklasse für angehende Technische Konfektionäre. Kolleg und Förderverein stehen in regem Austausch. So unterstützt der KTex den praktischen Unterricht mit Ausstattung und Lehrmaterial. Weiterhin ist er Herausgeber des Fachbuches „Fachwissen Technische Konfektion“.
Der KTex fördert ebenso die Fortbildung zum Industriemeister Textilwirtschaft, Fachrichtung Technische Konfektion. Diese Weiterbildung führen der ITRS und die IHK zu Oberfranken in Bayreuth durch. Darüber hinaus bietet der KTex eine Qualifizierung für an- und ungelernte Kräfte an.

## Kooperationspartner
Der ITRS ist Mitglied in folgenden Organisationen und Institutionen:
- Gesamtverband textil+mode e. V.
- Arbeitsgemeinschaft PVC und Umwelt (AgPU)[1]
- Zentrale zur Bekämpfung unlauteren Wettbewerbs e. V.
- Gesellschaft für Rationelle Energieverwendung e. V. (GRE)[2]
- Deutsche Gesellschaft für Nachhaltiges Bauen (DGNB)
- Deutsches Institut für Normung e. V.

Im partnerschaftlichen Austausch steht der ITRS zum Verband innenliegender Sicht- und Sonnenschutz e. V. (VIS), zum Bundesverband Rollladen + Sonnenschutz e. V. (BVRS) und zum Deutschen Schaustellerbund (DSB). Weiterhin ist er Gründungsmitglied eines europäischen Zusammenschlusses nationaler Verbände für Sonnenschutz und Beschattung – der European Solar Shading Organization (ES-SO). Darüber hinaus besteht zum amerikanischen Fachverband für technische Textilien, der Industrial Fabrics Association International (IFAI), eine gegenseitige, kooperative Mitgliedschaft.

## Messen
Der ITRS sitzt im Beirat der im dreijährlichen Turnus stattfindenden Messe „R+T – Weltleitmesse für Rollladen und Sonnenschutz“ in Stuttgart. Ebenso ist er Beiratsmitglied der zweijährlich stattfindenden Messe „TECHTEXTIL – Internationale Fachmesse für Technische Textilien und Vliesstoffe“ in Frankfurt am Main. Eine Kooperation besteht zur Internationalen Fachmesse für visuelle Kommunikation, Technik und Design – VISCOM.

## Belege
1. ↑  Die Mitgliedsunternehmen der Arbeitsgemeinschaft PVC und UMWELT e.V. (Memento vom 11. Juli 2012 im Internet Archive)
2. ↑  http://www.gre-online.de/mitglieder.php?global_sub_id=3@1@2Vorlage:Toter+Link/www.gre-online.de+(Seite+nicht+mehr+abrufbar,+festgestellt+im+April+2018.+Suche+in+Webarchiven) Datei:Pictogram+voting+info.svg Info:+Der+Link+wurde+automatisch+als+defekt+markiert.+Bitte+prüfe+den+Link+gemäß+Anleitung+und+entferne+dann+diesen+Hinweis.
3. ↑  Tenditalia // ViS - Verband innenliegender Sicht- und Sonnenschutz e.V., abgerufen am 20. Mai 2021
4. ↑  Who are members (Memento vom 23. April 2012 im Internet Archive)
5. ↑  Search textile testing – Industrial Fabrics Association International, abgerufen am 20. Mai 2021
6. ↑  http://www.messestuttgart.de/cms/rt12_partner.0.html@1@2Vorlage:Toter+Link/www.messestuttgart.de+(Seite+nicht+mehr+abrufbar,+festgestellt+im+April+2018.+Suche+in+Webarchiven) Datei:Pictogram+voting+info.svg Info:+Der+Link+wurde+automatisch+als+defekt+markiert.+Bitte+prüfe+den+Link+gemäß+Anleitung+und+entferne+dann+diesen+Hinweis.
7. ↑  Beirat (Memento vom 15. März 2011 im Internet Archive)
8. ↑  viscom - europas fachmesse für visuelle kommunikation | viscom düsseldorf 2021, abgerufen am 20. Mai 2021